# Edmund Roberts
Edmund Roberts (29 tháng 6 năm 1784 - 12 tháng 6 năm 1836) là một nhà ngoại giao người Mỹ. Ông được bổ nhiệm bởi Tổng thống Andrew Jackson, từng là đặc phái viên đầu tiên của Hoa Kỳ thực hiện các công vụ ngoại giao đến vùng Viễn Đông, ông đã cùng các phái đoàn ngoại giao không thường trú tới Việt Nam (lúc đó gọi là Cochinchina), Thái Lan (lúc đó gọi là Siam), Muscat và Oman trong thời gian từ năm 1832 đến 1836.
Roberts đã ký kết hiệp ước với Thái Lan và Said bin Sultan, Quốc vương của Muscat và Oman, các hiệp ước được phê chuẩn tại Washington, DC ngày 30 tháng 6 năm 1834. Ông quay trở lại đó vào năm 1836 để trao đổi việc phê chuẩn với Oman và Thái Lan. Ông cũng thực hiện nỗ lực ngoại giao lần thứ hai trong việc đàm phán với triều đình nhà Nguyễn thời Minh Mạng ở Việt Nam (bấy giờ vẫn được người phương Tây quen gọi là Cochinchina). Ông bị bệnh kiết lị nặng, không thể cập bến và sau đó mất ở thuộc địa Macau của Đế quốc Bồ Đào Nha, điều này khiến ông không thể trở thành đặc phái viên đầu tiên của Mỹ đến triều đình Edo Nhật Bản.

## Cuộc đời
Roberts sinh ngày 29 tháng 6 năm 1784, mẹ là Sarah Griffiths, bà sống ở Portsmouth, New Hampshire; cha là Thuyền trưởng Hải quân Hoàng gia Anh Edmund Roberts, mất ngày 15 tháng 11 năm 1787 và được an táng tại Nghĩa trang North Cemetery. Cậu bé Edmund, ở tuổi 13, nhờ sự giúp đỡ của một nghị sĩ, đã được nhận vào giúp việc trong các cơ sở của Hải quân Hoa Kỳ. Nhưng cậu đã từ bỏ dịp đó để theo mong muốn của mẹ mình là ở nhà, khi bà còn sống. Roberts xuất ngoại và đã đến cư trú tại Luân Đôn, Anh Quốc và sống ở đó cho đến năm 24 tuổi. Ông trở về Mỹ năm 1808, ông kết hôn với cô Catherine Whoop Langdon — con gái của Thẩm phán Woodbury Langdon và là cháu gái của Thống đốc John Langdon, cả hai đều tham gia vào hải trình thương mại tam giác New England giữa Portsmouth, Caribbean và Luân Đôn; là những công dân giàu có và quyền lực nhất của Portsmouth lúc đó. Trong số 11 người con của cặp vợ chồng, 8 người còn sống trước khi cha mẹ qua đời.

### Cuộc sống vào thời kỳ "thống nhất các tiểu bang"
Tại New Hampshire, với địa điểm chỉ cách bờ biển 16 dặm (26 km) là Nhà máy đóng tàu hải quân Portsmouth ở Maine, ghi nhận là có dấu ấn của Roberts trong thời gian ông làm việc ở đây.

### Thương gia Roberts
Roberts tham gia vào hải trình thương mại tam giác ở New England với tư cách là chủ tàu và tàu chở hàng cỡ lớn của riêng mình, nhưng ông không bao giờ làm thuyền trưởng.
Robert Hopkins Miller kể rằng Roberts đã đánh mất sự giàu có qua hàng loạt các biến cố, nhưng đã có cơ hội vào năm 1823 khi ông được bổ nhiệm làm Lãnh sự Hoa Kỳ tại Demerara (nay thuộc Guyana). Tuy nhiên, Miller đã nhầm là Demerara ở trên bờ biển phía đông châu Phi (thực tế nó nằm ở bờ đông Nam Mỹ) vào quên nhắc tới cuộc nổi loạn Demerara vào năm 1823.
"Cuộc nổi dậy năm 1823 có một ý nghĩa đặc biệt... [trong đó nó] không thu hút được sự chú ý ở nước Anh trong và bên ngoài Quốc hội về sự xấu xa khủng khiếp của chế độ nô lệ và cần phải xóa bỏ của nó." Quan điểm riêng của Roberts đề cập những gì diễn ra tại Demerara không chỉ là một cuộc nổi dậy nô lệ. Chính ác cảm mãnh liệt của ông đối với chế độ nô lệ đã tạo nên thái độ trong lập trường chính trị của ông sau này, nơi mà người dân bị đối xử như nô lệ của nhà vua. Đến năm 1827, ông gần như mất hết tài sản bởi sự cạnh tranh của thương nhân Pháp và Tây Ban Nha nhằm vào các tàu của ông ở Tây Ấn, ông đã cho tàu Mary Ann buôn bán ở Ấn Độ Dương. Roberts đến cảng Zanzibar vào tháng 10 năm 1827, và năm sau, ông có một cuộc trao đổi với Said bin Sultan, Sultan của Muscat và Oman, vị vua rất lo lắng với ảnh hưởng của nước Anh và để đối trọng với điều này ông ta yêu cầu Roberts hộ tống một số tàu tới Hoa Kỳ để kiến nghị thương mại; Roberts hứa sẽ trình yêu cầu đó lên Chính phủ Hoa Kỳ. Khi trở về, ông đã viết cho Thượng nghị sĩ Hoa Kỳ Levi Woodbury, một người bạn của ông về các khó khăn trong vận chuyển hàng hải của Mỹ, có thể giảm bớt bằng cách đàm phán các hiệp ước thương mại.

### Đến cảng xa nhất của Ấn Độ giàu có

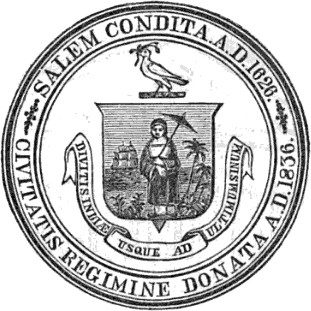
Latin: Div viêm Indiae usque ad ultimum sinum

Sự nghiệp ngoại giao của Roberts được thiết lập bằng sự thương mại của Salem với Trung Quốc và Đông Ấn. Được thúc đẩy bởi các thành viên của Hiệp hội Hàng hải Đông Ấn, được thành lập vào năm 1799 và bao gồm những người đã đi thuyền vượt qua Mũi Hảo Vọng hoặc Mũi Sừng với tư cách là Thuyền trưởng bậc thầy hoặc siêu tàu (supercargo), đã đóng góp cho sự khởi đầu của quan hệ quốc tế Hoa Kỳ trong giai đoạn 1788 đến 1845. Từ năm 1826 đến 1832, John Shillaber, lãnh sự Hoa Kỳ tại Batavia, đã gửi một loạt thư cho thấy ông được trao quyền để đàm phán các hiệp ước thương mại. Martin van Buren đã trả lời trong một lá thư ngày 13 tháng 12 năm 1830, gửi qua chữ ký của thư ký Daniel Brent, yêu cầu một kiến thức chính xác hơn về bản chất và đặc điểm của các chính phủ trong câu hỏi, và chi tiết hơn về những khó khăn gặp phải. :p.30 Các vấn đề nảy sinh sau khi Charles Moses Endicott, chủ nhân của tàu thương mại Friendship của Salem, tham gia buôn bán gia vị ở bờ biển Sumatra, quay trở về Mỹ để báo cáo với tàu Thống đốc Endicott, cũng của Salem, và tàu James Monroe ở New York, rằng ông đã chiếm lại được tàu của mình từ những tên cướp biển, kẻ đã cướp bóc nó, giết chết nhiều thuyền viên.:p.121 Trước sự phản đối kịch liệt của công chúng, Tổng thống Jackson đã ra lệnh cho Đại tá hải quân John Downes của tàu khu trục Potomac, nơi đang chuẩn bị ra khơi cho bờ biển phía tây, chuyển sang thám hiểm Sumatran, rời cảng New York vào ngày 19 tháng 8 năm 1831.

## Các sự kiện tiếp theo

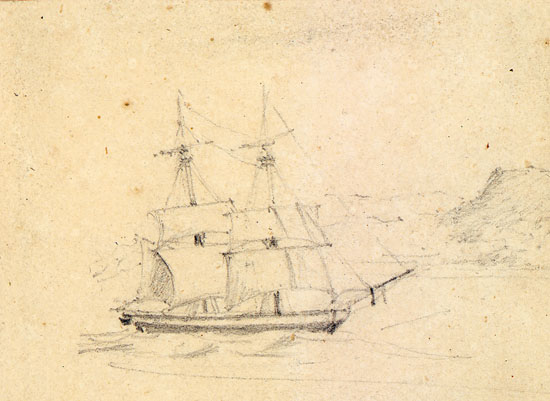
Peacock (Con công). Alfred T. Agate. Bút chì.

Vận may ủng hộ Roberts. Người bạn của ông là Woodbury, người đang là thượng nghị sĩ, đang bị áp lực vì sự gia tăng cướp bóc hàng hải thì ông nhận được thư của Robert về nhu cầu đàm phán thương mại. Woodbury vừa trở thành Bộ trưởng Hải quân dưới thời Tổng thống Jackson và nhìn thấy đây là một cơ hội. Vì tàu Potomac đang được nhổ neo, tàu schooner Boxer được sắp được vận hành; Peacock, vốn được trang bị để thăm dò nhưng do thiếu tiền nên chuyển hướng sang làm nhiệm vụ ở Tây Ấn, đã được gọi quay trở lại để tu chỉnh. Woodbury đã thuyết phục Jackson gửi cả 10 khẩu súng để hỗ trợ Potomac – với Roberts là "đặc phái viên" của Jackson. "Chỉ thị cho đặc vụ Edmund Roberts" của Ngoại trưởng Edward Livingston đã ký ngày 27 tháng 1 năm 1832, ra lệnh cho ông ta lên tàu Peacock trong vỏ bọc thư ký thuyền trưởng, mục đích của nhiệm vụ của ông ta được che giấu ngoại trừ thuyền trưởng và những người cần biết; trong khi đi, ông ta phải thu thập càng nhiều càng tốt những kiến thức mà Shillaber yêu cầu trước đó; nhiệm vụ của ông với tư cách là phái viên sẽ bắt đầu tại Cochin-China (Việt Nam). Livingston đã thêm một phần tái bút rằng Roberts sẽ nhận được $6 mỗi ngày. :pp.308–9 Jackson sau đó đã giải thích với Thượng viện trong thông điệp ngày 30 tháng 5 năm 1834, "Các chi phí của đặc phái viên đã được đưa ra khỏi quỹ dự phòng cho Chính sách đối ngoại".:p.21
Vào giữa tháng 2 năm 1832, tàu Boxer được phái đến Liberia, với lệnh gia nhập Peacock ngoài khơi bờ biển Brazil, nhưng các con tàu đã không gặp nhau cho đến ngày 5 tháng 6 năm 1834 – ở Batavia. Vào tháng 3 năm 1832, Peacock chạy tàu tới Brazil dưới sự chỉ huy của Tư lệnh David Geisinger, với Francis Baylies được bổ nhiệm là Đại biện lâm thời d'affaires ở Buenos Aires và Phái viên bí mật Roberts. Ông được phác thảo một hải trình dựa theo cuốn sách được xuất bản hai năm trước bởi John Crawfurd khi làm nhiệm vụ Đại sứ cho Công ty Đông Ấn vào năm 1822 ở Siam và Cochinchina. Roberts, trong cả hai báo cáo của mình với Chính phủ :p.305 và trong nhật ký của mình, trích dẫn trang 269 bản sao của ông Crawford [sic] – trang 414 trong ấn bản thứ hai của Crawfurd.
Tàu Boxer đã thất bại trong thời gian được chỉ định, các đơn hàng đã được để lại tại Montevideo để tàu có thể đến nhanh Bencoolen. Peacock đi qua Cape Horn và tới Bencoolen vào ngày 23 tháng 8 năm 1833; Thống đốc Hà Lan báo cáo Potomac đã hoàn thành nhiệm vụ của mình, do đó tàu Peacock được tự do để tiếp tục cho Roberts thực hiện nhiệm vụ.

## Nhiệm vụ đầu tiên của Roberts
Theo lệnh thu thập thông tin trước khi đến Cochinchina, Peacock đi thuyền đến Manila bằng cách đến Lang Island và Crokatoa, nơi suối nước nóng được tìm thấy ở phía đông của đảo 150 foot (46 m) từ bờ sôi lên dữ dội, qua nhiều dòng nước. Máy đo thời gian hàng hải của tàu Peacock vô dụng, nó luồn vào các eo biển Sunda. Tiêu chảy và kiết lỵ là bệnh phổ biến trong các đoàn tàu từ Angier đến Manila. Sau một hai tuần ở đó, dịch tả tấn công, bất chấp sự sạch sẽ của con tàu. Peacock mất bảy người; nhiều người tuy đã hồi phục nhưng lại chết vì các bệnh khác. Không có trường hợp dịch tả mới nào xảy ra sau khi nó tiến tới Macau vào ngày 2 tháng 11 năm 1833. Trong vòng 2 lý (9,7 km) của đảo Lamma hoặc Quần đảo Wanshan, nó có thêm một hoa tiêu hàng hải sau khi giải quyết một khoản phí mười ba đô la và một chai rượu rum.

### Ma Cao và thành phố Canton

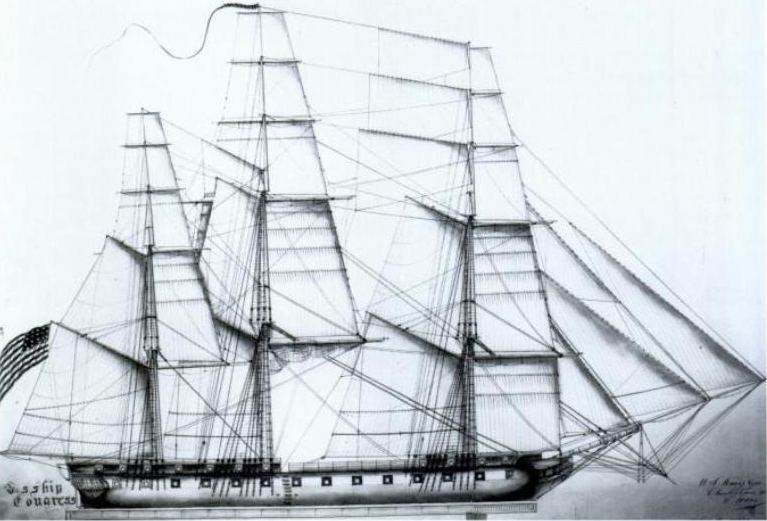
Tàu Congress

Người Mỹ đến cảng Canton (Quảng Châu) được đối xử giống như những người nước ngoài khác, sẵn sàng thực hiện giao dịch thông qua các co-hong, tức các nhà xưởng Trung Quốc được trao độc quyền của triều đình trong thương mại với nước ngoài. Thương mại là sinh lợi, nhưng thương nhân người nước ngoài bị xem là những người thấp kém về xã hội và chính trị, không có gì đảm bảo cho cuộc sống, tài sản hoặc quyền thương mại hoặc cư trú của họ. Tuy nhiên người Anh, người Mỹ và những người khác không muốn can thiệp, kẻo sẽ mang lại điều họ sợ nhất — một lệnh cấm vận thương mại. Tàu Congress dưới quyền thuyền trưởng John D. Henley, tàu hải quân đầu tiên của Hoa Kỳ tới Trung Quốc, đến vào ngày 3 tháng 11 năm 1819 tại đảo Lintin (Nei Lingding). Các quan chức Trung Quốc báo động khi tàu chiến đến, chỉ thị thuyền trưởng của nó không được vào sông Châu Giang. Được lãnh sự Hoa Kỳ khuyên rằng sẽ không có hành động bất lợi nào, Thuyền trưởng Henley mạnh dạn tiến vào. Vào tháng 1 năm 1830, tàu Vincennes dưới quyền chỉ huy của William B. Finch, người Mỹ sau đó có chuyến đi vòng quanh trái đầu đầu tiên, vẫn còn hơn hai tuần tại Canton, nơi các thương nhân Mỹ khuyên ông rằng chuyến thăm hải quân hàng năm sẽ có giá trị – nếu chỉ huy của cho thấy "sự tôn trọng phong tục Trung Quốc, và tự bố trí hòa giải như được trưng bày", mà Finch báo cáo hợp lệ cho bộ Hải quân. Không có dấu hiệu nào cho thấy báo cáo của Finch đã được chuyển đến Chính phủ, hoặc Roberts đã nhìn thấy nó, mặc dù điều kiện thực tế giống nhau ở tất cả các vương quốc nhánh "Sinicized" gần đó, tức là tự mình thực hiện một cách kín đáo, không bảo đảm theo cách này hay cách khác.
Vào những tháng cuối năm 1832, Roberts đã đến thăm Ma Cao và Quảng Châu, nơi ông lưu ý: "Các thương nhân Trung Quốc có tiếng là những người buôn bán sắc sảo: họ ít giấu giếm nhau; mọi hợp đồng quan trọng phải được 'cố định' và được đảm bảo bằng cách thanh toán một khoản tiền theo quy định: nhưng họ bí mật tuyệt đối với khách hàng nước ngoài"(p.   128) Ông thuê John Robert Morrison với tư cách là phiên dịch tiếng Trung Quốc và thư ký riêng, người sẽ trở về Singapore.

### Cochin-China

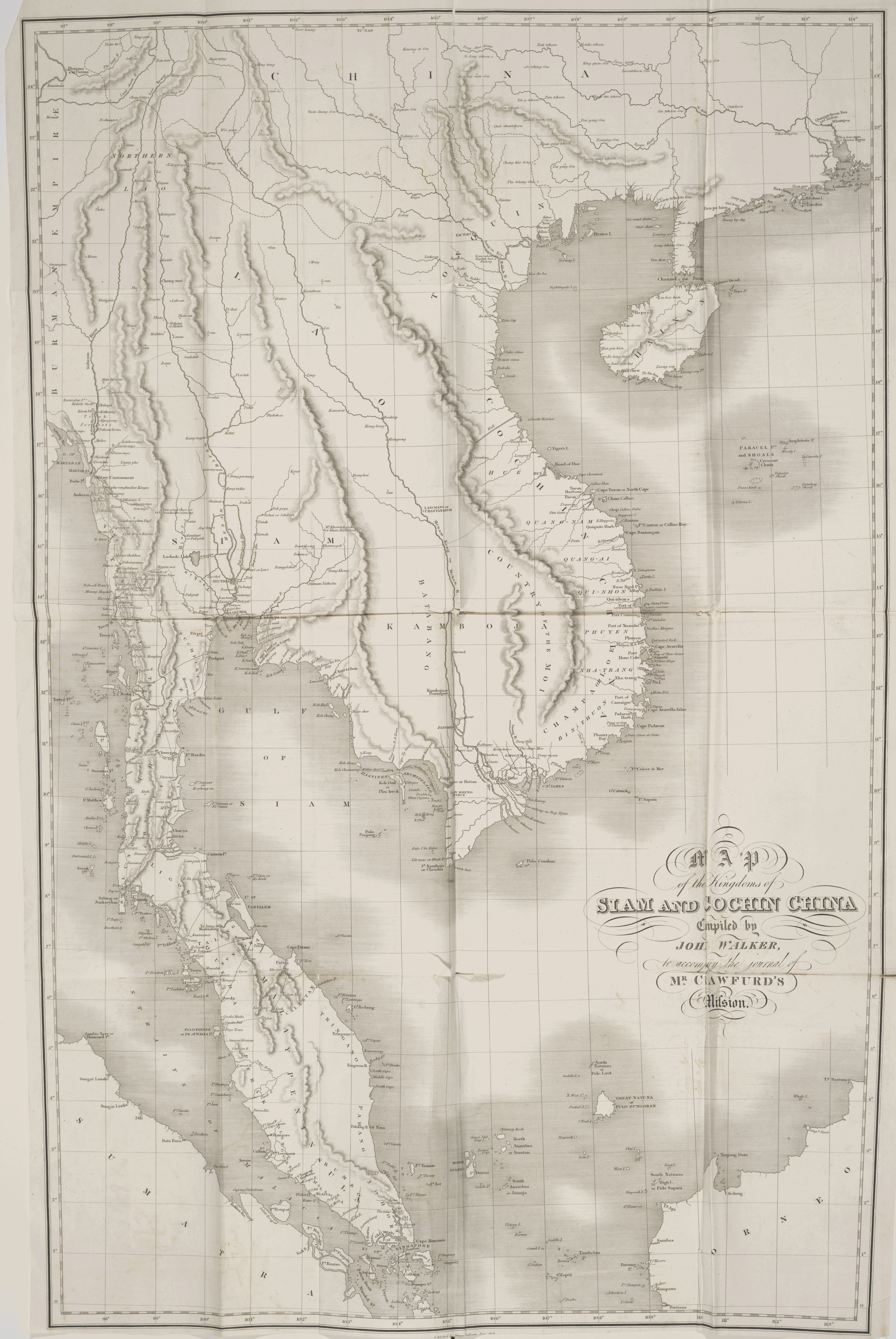
Bản đồ Xiêm và Cochin China (Việt Nam) (năm 1820-1829) trong sách của John Crawfurd năm 1828.

Sáu tuần sau khi đến Linting (Quảng Châu), và sau khi chịu đựng nhiều ngày mưa và có gió thổi từng cơn, tàu Peacock chạy tới vịnh Turan (Đà Nẵng) vốn là điểm gần và tốt nhất để giao tiếp với kinh thành Huế, cách khoảng năm mươi dặm. Nhưng tàu đã không thể thả neo ngoài khơi của Huế do gió mùa Đông Á. Ra khỏi vịnh Turan vào ngày 1 tháng 1 năm 1833: nhưng thời tiết rất xấu, cùng với dòng chảy mạnh của biển, những cơn gió cứ liên tục đổi hướng, cứ nữa giờ, từ tây bắc tới đông bắc.
Lo ngại đi gần bờ sẽ nguy hiểm, con tàu đi ra xa bờ nhưng bị gió tây bắc ảnh hưởng, mất dấu đất liền... Sau đó họ đi ngang qua cụm đảo tên Champella, hoặc Cham Callao [cù lao Chàm]; rồi qua đảo False Champella. Họ đi tiếp xuống hướng Pulo Cambir [nước Mặn, Quy Nhơn],... rồi đi vào một cụm cảng tên Shundai [Xuân Đài], Vung-chao [Vũng Chào], và cảng Vung-lam [Vũng Lấm] của tỉnh Phú Yên.
Một ông già mặc quần áo rách rưới và bẩn thỉu bước lên tàu, nhưng người này có vẻ hơi vượt trội hơn so với những ngư dân đưa ông ta đến. Thay vì bối rối khi không được mời ngồi, ông ta bày tỏ mong muốn rời đi (do cảm thấy bị xúc phạm khi không được mời ngồi). Khi được biết rằng ông ta là người có chức Keep-tu [ông Từ, người giữ đình] của làng Vung-lam và King-chow, ông ta được mời xuống ngồi một chỗ trên sàn súng, nơi ông ta được hỏi rất kỹ về việc con tàu ở đâu và tổ chức chính quyền địa phương. Roberts được ông lão cho biết rằng tàu đang ở vịnh Vũng Lấm, gần đó có làng Shun-dai [Xuân Đài] với đồn lính và đây là địa phận tỉnh Fooyan (Phú Yên). Tỉnh này cùng với tỉnh phía bắc (Bình Định) được quản lý bởi một vị Tổng đốc, ngoài ra còn có các quan Bo chāng-sü (Bố chánh sứ), hoặc quan Ngân khố và Phó tổng đốc, và quan Au-tat-sü (Án sát sứ), hay quan Tòa. Kinh đô của nước này là Tüa-tien-pu (Thừa Thiên Phủ) và vua là Minh-meng (Minh Mệnh).
Được thông báo rằng con tàu có một đặc phái viên nước Mỹ nôn nóng để đến kinh đô (Huế), ông lão vui vẻ nói rằng con tàu có thể quay trở lại phía bắc trong ba hoặc bốn ngày để tới đó. Nhận xét này đã bị lãng quên vào thời điểm đó, và được nhớ lại một cách buồn bã sau khi nhiệm vụ thất bại do không nhận được lời mời chính thức đến Huế.
Roberts quy những hiểu lầm tiếp theo cho sự phù phiếm và định kiến quốc gia của họ (nhà Nguyễn), và đưa ra một bản ghi chi tiết của riêng mình. Miller nói rằng một nhà ngoại giao Việt Nam hiện đại cho rằng Roberts dường như thiếu "linh hoạt ngoại giao", và mô tả của ông về mọi người mang tính "chối bỏ tất cả thiện chí và sự hiểu biết." Roberts đã chết trước khi công bố tài liệu của mình, mà không có cơ hội để sửa đổi nó. Như đã xuất bản, ông báo cáo về việc mình chơi một trò đùa với các sứ giả của triều Nguyễn khi bị họ ép sửa đổi chức danh của mình, mà trong cách sử dụng [ở Mỹ], thường rất dài dòng).
Tôi ngay lập tức trêu chọc họ.... Vị Phó sứ đang chuẩn bị bút lông và nửa sấp giấy, ngồi xuống viết. Tôi ngay lập tức giám sát ông ta, rằng cần phải bắt đầu với cả một tờ giấy.... [Tôi] đã quyết định cho họ, ngay từ đầu, tên của tất cả các quận, và hai trăm thị trấn kỳ lạ ở bang bản địa của tôi, cũng như núi, sông và hồ, nơi sẽ cung cấp địa điểm của các danh hiệu, và sau đó, nếu họ không hài lòng, [tôi sẽ] làm theo cách tương tự với tất cả các bang khác trong Liên minh... &c., có lẽ [tôi] sẽ níu giữ họ một vài ngày, nếu họ có đủ kiên trì để ghi chép cho tới cuối cùng những gì tôi mà dự định nói ra, dù đó sẽ là vô tận. Sau đó tôi bắt đầu như sau, ông Morrison làm phiên dịch viên và dịch giả thường xuyên: Edmund Roberts, một đặc phái viên từ Hoa Kỳ, và một công dân của Portsmouth, ở bang New Hampshire. Sau đó tôi tiếp tục với các quận Rockingham, Strafford, Merrimack....

Dòng mở đầu sau đó xuất hiện phía trên chữ ký của ông cho hiệp ước mà ông đàm phán thành công với Thái Lan.

### Xiêm
Xem Hiệp ước thân thiện và thương mại Mỹ Xiêm; Quan hệ với Hoa Kỳ - Thái Lan;

### Muscat
Sự quan tâm của Roberts trong việc trở thành một nhà ngoại giao đã được khơi dậy bởi một chuyến thăm trước đó vào khoảng năm 1827 tới Said bin Sultan, Quốc vương của thành phố Muscat và Ô-man. Một hiệp ước với Quốc vương đã được ký kết tại Muscat vào ngày 21 tháng 9 năm 1833. 

## Nhiệm vụ thứ hai
Bác sĩ phẫu thuật hải quân William Ruschenberger (1807 – 1895) làm nhiệm vụ cho tàu Peacock, do trung úy Cornelius Stribling chỉ huy, cùng với Schooner Enterprise, trung úy chỉ huy AS Campbell; cả hai dưới sự chỉ huy của Đại tá Hải quân Edmund P. Kennedy.

## Kết quả và di sản
Một dự luật cho việc giải quyết các thành quả của Edmund Roberts, viên chức ngoại giao quá cố của Hoa Kỳ ở Cochin China, Muscat, và Siam, đề nghị đại diện hợp pháp của ông được ủy quyền để rút ra những mức lương của một Đại biện, mà không có trang phục, được trả theo ngày, kể từ thời điểm ngày 27 tháng 1 năm 1832, cho đến sáu tháng sau khi ông qua đời ngày 13 tháng 6 năm 1836. Thành tích của Roberts trong nhiệm vụ của mình  đã được xuất bản sau đó; các tài liệu của ông đã được Hiệp hội lịch sử Portsmouth lưu trữ vào tháng 7 năm 1991. Nhiệm vụ của ông đã được tưởng niệm trong một phối cảnh lịch sử như quà tặng cho Hợp chủng quốc Hoa Kỳ tại Bảo tàng Lịch sử Tự nhiên Quốc gia của Viện Smithsonian. Roberts cũng được biết đến vì đã nêu các vấn đề về năm 1804 về đại bàng Turban Head và đô la Draped Bust (1804 đô la nổi tiếng) như là một phần trình bày của đồng tiền chứng minh được manng theo trong nhiệm vụ thứ hai của mình.
Các tài liệu của Roberts lẫn Ruschenberger đều không có dáng dáp của văn bản ngoại giao, nhưng họ được miêu tả "một người Mỹ bình thường làm quen với vùng đất và văn hóa xa xôi" – sau đó được sưu tập và xuất bản trong Two Yankee Diplomats In 1830s Siam.